# An Hòa, Tam Dương
An Hòa là một xã thuộc huyện Tam Dương, tỉnh Vĩnh Phúc, Việt Nam.
Xã An Hòa có diện tích 7,33 km², dân số năm 2003 là 6.480 người, mật độ dân số đạt 884 người/km².